# Małe Jeziorko (Równina Gryficka)
Małe Jeziorko – jezioro na Równinie Gryfickiej, położone w gminie Golczewo, w powiecie kamieńskim, w woj. zachodniopomorskim. Małe Jeziorko leży ok. 1,0 km na zachód od wsi Imno oraz ok. 0,5 km na południe od jeziora Lubcz.
W 2004 r. Rada Miejska w Golczewie utworzyła użytek ekologiczny "Małe Jeziorko" o powierzchni 2,5 ha, który jest cennym stanowiskiem florystycznym i faunistycznym. Jest to obszar ze śródleśnym zarastającym jeziorkiem z rzadkimi i chronionymi gatunkami roślin: bagno zwyczajne, grzybienie białe, czermień błotna, miejsce rozrodu płazów żab zielonych i brunatnych. Obszar leśny nadzoruje Nadleśnictwo Rokita.